# Cotabato
Cotabato, trước đây là Bắc Cotabato, là một tỉnh không giáp biển của Philippines nằm ở vùng SOCCSKSARGEN tại Mindanao. Thủ phủ là Thành phố Kidapawan. Tỉnh này giáp Lanao del Sur và Bukidnon về phía bắc, Davao del Sur và Thành phố Davao, Sultan Kudarat về phía nam, và giáp Maguindanao về phía tây.

## Địa lý

### Đơn vị hành chính
Cotabato được chia ra làm 17 đô thị và 1 thành phố.

#### Thành phố
- Thành phố Kidapawan

#### Các đô thị
| - Alamada - Aleosan - Antipas - Arakan - Banisilan - Carmen - Kabacan - Libungan - Magpet | - Makilala - Matalam - Midsayap - M'Lang - Pigkawayan - Pikit - President Roxas - Tulunan |